# Pouteria ambelaniifolia
Pouteria ambelaniifolia är en tvåhjärtbladig växtart som först beskrevs av Noel Yvri Sandwith, och fick sitt nu gällande namn av Terence Dale Pennington. Pouteria ambelaniifolia ingår i släktet Pouteria och familjen Sapotaceae. Inga underarter finns listade i Catalogue of Life.